# Anicet Koplin
Anicet Koplin, né le 30 juillet 1875 à Preußisch Friedland en Prusse-Occidentale dans une famille germano-polonaise et mort le 16 octobre 1941 à Auschwitz, est un moine d’origine allemande. Il prit le nom de Kolinsky par solidarité envers les polonais. Il est mort en 1941, gazé à Auschwitz par les nazis.

## Biographie

### Jeunesse et études

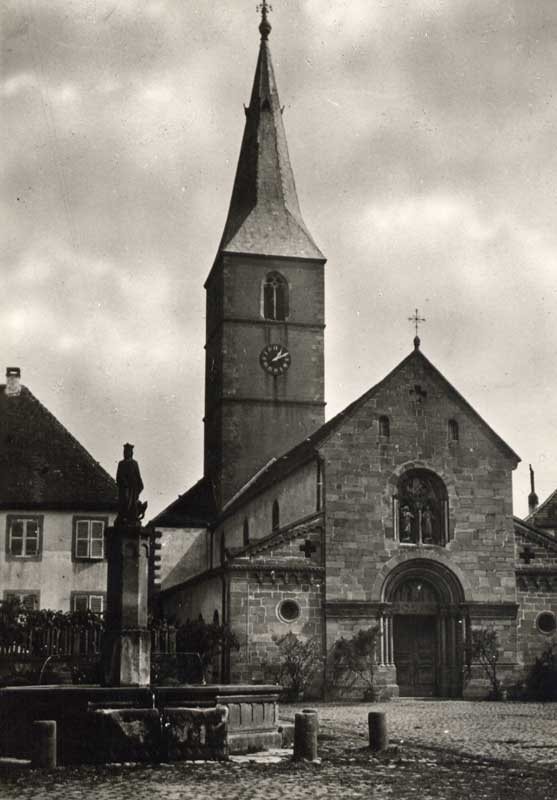
Église de Sigolsheim en Alsace où Aniclet Koplin séjourna en 1893

Anicet Koplin est né comme bon nombre de frères mineurs dans un milieu socialement modeste, au sein d'une famille d’ouvriers. Son père est polonais, sa mère allemande. En 1893, il fait son noviciat dans le monastère alsacien, alors allemand, de Sigolsheim. Il est ordonné prêtre le 15 août 1900. Lorsque la Pologne devient indépendante en 1918, il part s’installer comme moine-mendiant dans les rues de Varsovie auprès des plus pauvres,,.
Anicet prendra le nom de Koplinski par amitié et solidarité avec le peuple polonais qu'il estimait,.

### Première Guerre mondiale
Pendant que la Première Guerre mondiale a lieu en Europe de 1914 à 1918, il soutient à sa manière l’effort patriotique de l'Empire allemand en écrivant des poèmes patriotiques,.

### Apostolat

#### Dans les rues de Varsovie
Après un séjour en 1900 dans la Ruhr auprès d’ouvriers industriels polonais, il acquiert une sainteté dans les rues de Varsovie où on le surnomme le « saint François de Varsovie », considérant tous les hommes comme ses frères et surtout les plus pauvres,,. Cette expression et cette réputation de sainteté sont en grande partie dues au père Ripert, supérieur des franciscains de Varsovie en 1928. Aux riches, il demande du pain pour les pauvres et, aux pauvres, des prières pour les riches,,.
Durant 20 années il va parcourir les rues de Varsovie, partageant son temps entre la mendicité (pour les pauvres) et la confession. Parmi les personnes qui viennent régulièrement le voir pour se confesser, il y a des évêques, un cardinal et Achille Ratti, le futur pape Pie XI. Comme pénitences, pour les évêques, il leur demandait souvent des aumones pour les pauvres. Une fois il demanda au cardinal Kakowski une charrette de charbon pour une famille pauvre, durant l'hiver,.

#### Agent de pompes funèbres pour les pauvres
Il fait également office d'agent de pompes funèbres pour les pauvres. Quand une personne de condition modeste meurt dans le dénuement le plus total, sans rien laisser pour payer ses funérailles, Anicet Koplin prend en charge lui-même ces dépenses,.

#### Une érudition au service des pauvres
Lors des premiers mois de l’occupation de la Pologne par les Allemands, il utilise sa connaissance de la langue et la culture allemandes pour aider les pauvres dans leurs démarches administratives mais aussi  en leur fournissant de la nourriture, des vêtements et des médicaments,.

### Résistance au nazisme
Son rôle dans la résistance spirituelle au nazisme est majeur, dans la mesure où il distribue des tracts qui dénoncent le national-socialisme, ce qui lui vaut d'être arrêté et enfermé dans la prison de Pawviak avec vingt-et-un autres frères. Interrogé par les nazi, il déclare « après ce qu'Hitler a fait en Pologne, j'ai honte d'être Allemand »,.

### Martyr
Il est arrêté par la Gestapo et déporté le 3 septembre 1941 dans un wagon à bestiaux au camp de concentration et d'extermination d'Auschwitz pour avoir sauvé des juifs, car il considérait tous les hommes comme frères. Il subit comme torture psychologique le rasage de la barbe après un interrogatoire musclé le jour de l'ascension 1941,.
A bout de force, il supporte en silence les pires atrocités. Le 16 octobre après un procès rapide, il est jeté dans une fosse avec d'autres prisonniers et, recouvert de chaux vive, mourant ainsi dans de grandes souffrances,,.

## Béatification et Culte
Il est béatifié le 13 juin 1999 lors de la visite du pape Jean-Paul II au camp de concentration d'Auschwitz-Birkenau. Il est l’un des 108 martyrs polonais de la Seconde guerre mondiale (béatifiés en même temps par le pape Jean-Paul II),,ref name=nominis/>. Durant cette célébration, le pape Jean-Paul II  souligna le caractère héroïque de la résistance spirituelle au nazisme de la part de religieux polonais.
Il est inscrit au martyrologe des frères capucins italiens. Sa mémoire liturgique est célébrée dans l’Église catholique le 16 octobre.

## Galerie

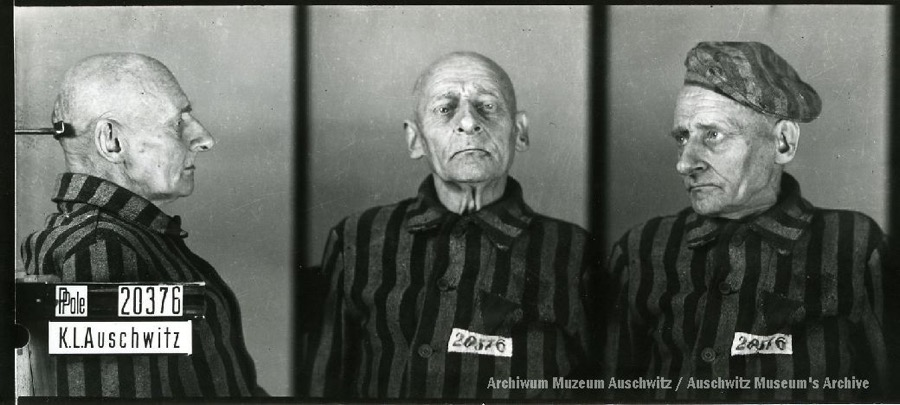
Anaclet Koplin (Koplinski) en déportation
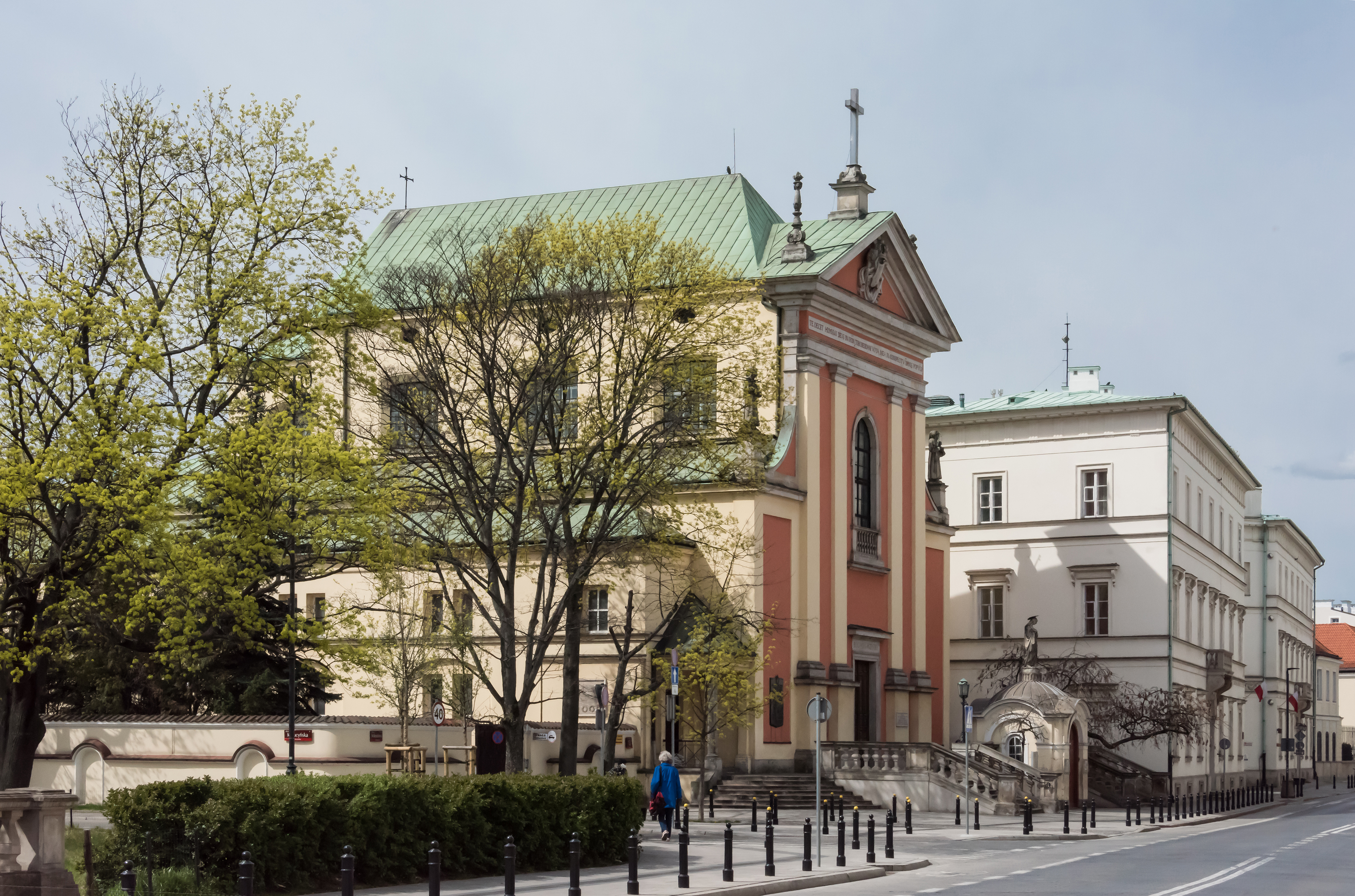
Église où prier à Varsovie Aniclet Koplin
Icône d'Anicet Kolinski